# لعضيلات (أولاد الواعر)
لعضيلات هو دُوَّار يقع بجماعة إيغود، إقليم اليوسفية، جهة مراكش آسفي في المملكة المغربية. ينتمي الدوّار لمشيخة أولاد الواعر التي تضم 14 دوار. يقدر عدد سكانه بـ 500 نسمة حسب الإحصاء الرسمي للسكان والسكنى لسنة 2004.

## روابط خارجية
- البوابة الوطنية للجماعات الترابية نسخة محفوظة 12 مارس 2018 على موقع واي باك مشين.
- المندوبية السامية للتخطيط